# Politique étrangère
Politique étrangère — найстаріший французький журнал, присвячений вивченню міжнародних відносин. Створений у 1936 році.

## Опис
Відкритий для світових дебатів, Politique étrangère є першим розповсюджувачем французького аналізу для закордонних країн. Politique étrangère є довідником для науковців, лідерів громадської думки та членів громадянського суспільства. Він спрямований на висвітлення всіх ключових елементів, що стосуються закордонних справ, і пропонує глибокий аналіз сучасного міжнародного контексту.
Кожне видання пропонує щонайменше два погляди про подію чи аспект міжнародної дискусії, а також кілька статей, що розшифровують виникаючі проблеми. Politique étrangère також описує останні французькі та закордонні видання, що стосуються міжнародних відносин.
Серед авторів, які писали статті для Politique étrangère, були Реймон Арон, Генрі Кіссинджер, Клод Леві-Строс, Жан-Поль Сартр, П'єр Розанвалон, Жак Рупнік та інші.